# Mao Kobayashi (idol)
Mao Kobayashi (小林万桜;?, Kobayashi Mao; Tokyo, 12 gennaio 1992) è un'attrice, modella e idol giapponese.
Ha ottenuto una notevole celebrità grazie a diversi album fotografici realizzati dal fotografo Garo Aida. Ha recitato anche in alcuni film e serie televisive a partire dal 2002.

## Album fotografici
- Mao jūnisai (万桜12歳)
- Mao jūnisai - sōshun (万桜12歳早春)
- Mao jūnisai - natsuyasumi (万桜12歳夏休み)
- Monogumi sanban - Kobayashi Mao jūnisai - Bishōjo sonata (もも組3番 小林万桜12歳美少女ソナタ)
- Mao sanjūsai jukuka (万桜13歳熟果)

## Filmografia

### Cinema
- Ju-on (2002) (come Tomomi Kobayashi)
- Seifuku sabaigâru I (2008)

### Televisione
- Kamen Raidâ Ryûki - serie televisiva

### DVD
- Holy Angel
- Mao jūnisai (まお12歳)
- Mao II jūnisai (まおⅡ12歳)
- Mao jūnisai - sōshun (万桜12歳早春)
- Mao jūnisai - natsuyasumi (万桜12歳夏休み)
- Bishōjo sonata sakuragumi ~ Kobayashi Mao jūnisai (美少女ソナタさくらぐみ～小林万桜12歳)
- Mao sanjūsai (万桜13歳)
- Mao sanjūsai jukuka (万桜13歳熟果)
- Kobayashi Mao to pyua furenzu (小林万桜とぴゅあ★フレンズ)
- Mao jūsansai - junpaku (万桜13歳-純白-)